# Canaletto (La Spezia)
Il Canaletto è un quartiere della Spezia, situato nella zona sud-orientale della città ed è una delle borgate marinare che ogni anno partecipa al Palio del Golfo.

## Il nome
In passato il quartiere era chiamato Migliarina al mare perché veniva identificato con la parte della frazione di Migliarina contigua al mare. Più tardi ha preso il nome Canaletto a motivo dei molti canali a cielo aperto che un tempo lo attraversavano e che da tempo sono stati coperti.

## Il quartiere
L'area, ubicata nella zona portuale, in passato era paludosa. Dopo una profonda bonifica ha avuto un notevole sviluppo urbanistico e oggi ospita un quartiere residenziale dotato di scuole materne, elementari, medie e istituti superiori ed il parco XXV Aprile, uno dei polmoni verdi della città.
Nel quartiere è la Biblioteca Beghi, secondo polo bibliotecario cittadino.

## Sport

### Palio del Golfo
Il colore della borgata è il giallo bordato di rosso e i suoi tifosi ed equipaggi prendono il nome di canarini. Vincendo l'edizione 2009, la borgata può vantare 17 vittorie del Palio .

#### Palmares
- 17 Pali Senior
- 13 Pali Junior
- 3 Pali Femminile
- 9 Sfilate

### Calcio
Il quartiere dà il proprio nome alla società calcistica U.S.D. Canaletto Sepor, fondata nel 1961 e che attualmente, milita nel campionato di promozione girone B Ligure. Il settore giovanile dei canarini è famoso a livello regionale ed è noto per aver formato giocatori quali Marco Domenichini, attuale secondo di Luciano Spalletti sulla panchina della nazionale italiana, Andrea Mazzantini, Gianluigi Buffon, Matteo Baldoni, Davide Bassi,  Nicolò Zaniolo, Giulio Maggiore, Luca Ranieri, quest'ultimo, classe 1999, il primo giugno 2025 ha ricevuto la prima covocazione in nazionale dal tecnico Luciano Spalletti, in vista delle partite delle qualificazioni ai campionati mondiali in programma nel 2026 negli USA, in Canada e in Messico.

### Basket
Il PGS Canaletto è una società sportiva con una storia di più di 30 anni. La palestra storica è quella di Via Palmaria all'interno dell'oratorio salesiano di Maria Ausiliatrice. 
All'interno del movimento cestistico ligure il Canaletto è sempre stato presente, ininterrottamente in tutte le categorie giovanili, iscrivendo, talvolta, più squadre nello stesso campionato e confermandosi negli anni come una delle realtà di riferimento per il basket giovanile.
Il quartiere è anche rappresentato a livello di basket amatoriale nel campionato Uisp dall'Arci Canaletto, formazione che nel 2008 ha conquistato la coppa Italia alle finali di Lignano Sabbiadoro, la supercoppa italiana a Montecatini e il 4º posto alle finali nazionali di Norcia 2009.